# مفاعل ذو قاعدة حجرية

تصميم مفاعل ذو قاعدة حجرية

مفاعل ذو قاعدة حجرية أو مفاعل الطبقة الحصوية (PBR)، وهو تصميم لمفاعل نووي يعمل بالغرافيت وهو مفاعل مبرد بالغاز.

## نبذة
هو مفاعل من المفاعلات شديدة الحرارة (VHTR)، وهو أحد الفئات الست للمفاعلات النووية في مبادرة الجيل الرابع. يتميز التصميم الأساسي للمفاعلات ذو القاعدة الحجرية بعناصر وقود كروية تسمى الحصى. هذه الحصى بحجم كرة التنس (حوالي 6.7 سم) مصنوعة من كربون متحلل حراريا وهو عبارة عن وسيط أو حلقة وصل، وتحتوي على الآلاف من جزيئات الوقود الدقيقة التي تسمى جسيمات ثلاثي تركيب الخواص. تتكون جزيئات وقود ثلاثي تركيب الخواص من مادة انشطارية (مثل يورانيوم-235) محاطة بطبقة سيراميك من كربيد السيليكون من أجل السلامة الهيكلية واحتواء المادة الانشطارية.

## المفاعل

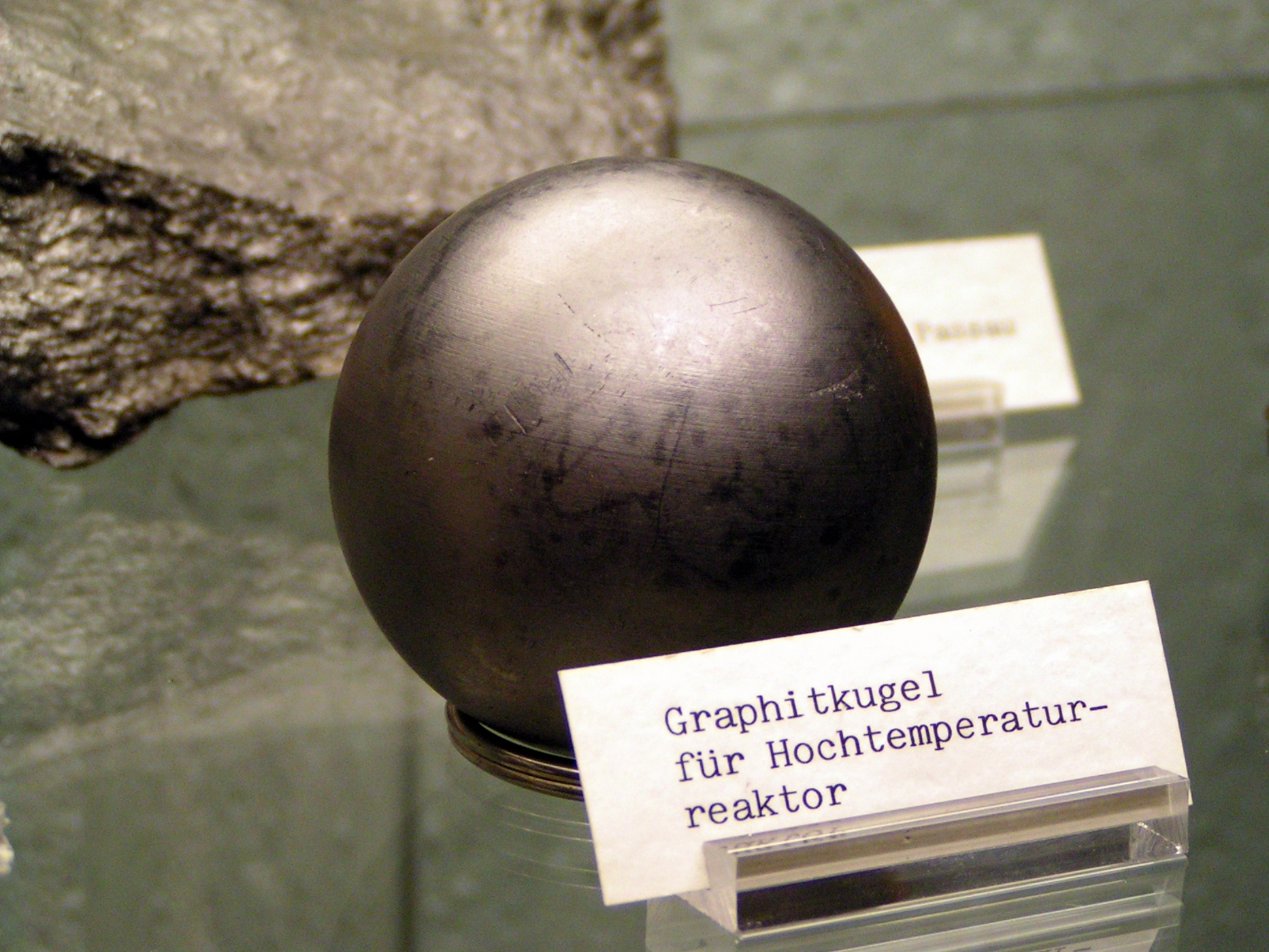
كرة جرافيت، ويوجد في وسطها وقود نووي (الكرة في حجم كرة التنس تقريبا)

في المفاعل ذو قاعدة الحجرية، يتم تجميع آلاف الحصى لإنشاء قلب مفاعل، ويتم تبريده بواسطة غاز، مثل الهليوم أو النيتروجين أو ثاني أكسيد الكربون، الذي لا يتفاعل كيميائيًا مع عناصر الوقود. تم اقتراح مواد تبريد أخرى مثل فلوريد الليثيوم والبيريليوم (فلوريد مصهور، ليثيوم، ملح البريليوم) للاستخدام مع المفاعلات التي تعمل بالحصى.

## الخصائص
يُزعم بعض العلماء على هذا النوع من المفاعلات بأنها آمنة بشكل سلبي. نظرًا لأن المفاعل مصمم للتعامل مع درجات حرارة مرتفعة، فإنه يمكن أن يبرد عن طريق الدوران الطبيعي، مما قد يرفع درجة حرارة المفاعل إلى 1600 درجة مئوية (2910 درجة فهرنهايت). نظرًا لتصميمها تسمح درجات الحرارة المرتفعة بكفاءة حرارية أعلى مما هو ممكن في محطات الطاقة النووية التقليدية (تصل إلى 50٪ تقريباً)، وتتميز بميزة إضافية تتمثل في أن الغازات لا تذوب الملوثات أو تمتص النيوترونات كما يفعل الماء.

## روابط خارجية
- IAEA HTGR Knowledge Base
- AVR, experimental high-temperature reactor : 21 years of successful operation for a future energy technology (ردمك 3-18-401015-5)
- High Temperature Reactor 2006 Conference, Sandton, South Africa
- MIT page on Modular Pebble Bed Reactor
- Research on innovative reactors in Jülich
- Differences in American and German TRISO-coated fuels نسخة محفوظة September 21, 2004, على موقع واي باك مشين.